# Moraea afro-orientalis
Moraea afro-orientalis är en irisväxtart som beskrevs av Peter Goldblatt. Moraea afro-orientalis ingår i släktet Moraea och familjen irisväxter. Inga underarter finns listade i Catalogue of Life.